# Funaria pilifera
Funaria pilifera är en bladmossart som beskrevs av Brotherus 1903. Funaria pilifera ingår i släktet spåmossor, och familjen Funariaceae. Inga underarter finns listade i Catalogue of Life.